# Simple Factory Method
Simple Factory Method je název pro návrhový vzor, používaný při programování. Vzor je zjednodušením vzoru Factory Method. Zjednodušenou verzi využijeme při řešení problémů, se kterými si nedokáže poradit konstruktor.

## Účel
Z různých důvodů se nám může stát, že nemůžeme vytvářet nové objekty pomocí konstruktoru. Těmito důvody mohou být:
- nechceme vždy vytvořit instanci (konstruktor ze své povahy vždy vytvoří novou instanci)
- chceme vytvořit instanci potomka třídy (konstruktor vždy vytvoří instanci deklarované třídy)
- potřebujeme jako první příkaz volat něco jiného, než přetížený nebo rodičovský konstruktor (neplatí u všech programovacích jazyků, ovšem např. u Javy či C++ ano)

Řešením je právě použití vzoru Simple Factory Method, který nahradí konstruktor statickou metodou, která bude zajišťovat návrat objektu podle potřeby.

## Základní implementace
Při aplikování vzoru musíme definovat statickou veřejnou metodu, jenž bude vracet odkaz na instanci deklarované třídy či jejího potomka.